# Karl Kautzky

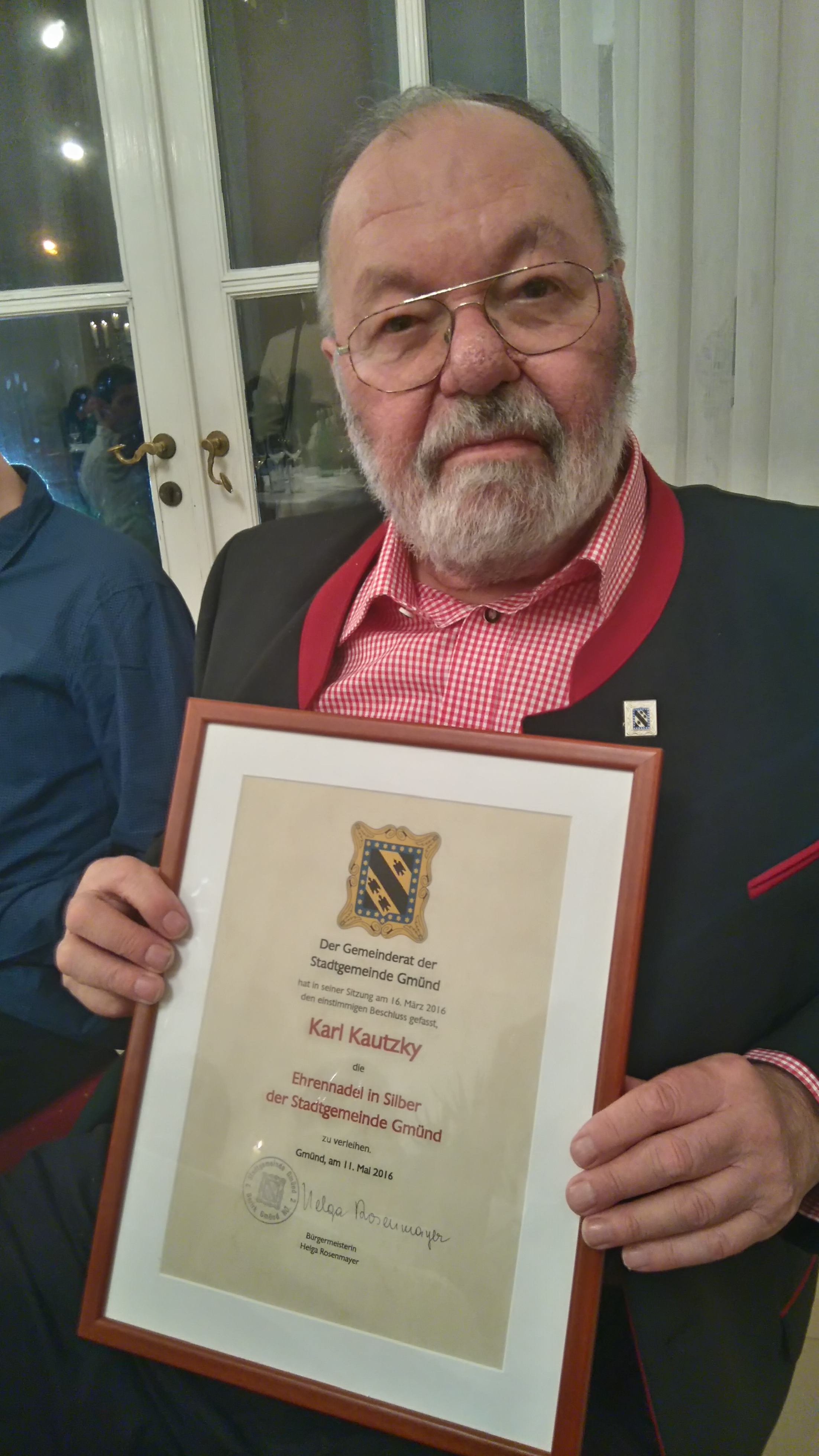
Karl Kautzky bei der Verleihung der Silbernen Ehrennadel der Stadtgemeinde Gmünd

Karl Kautzky  (* 9. August 1948 in Gmünd) ist ein österreichischer Posaunist, Komponist und Arrangeur.

## Werdegang
Karl Kautzky stammt aus einer Musikerfamilie (Großvater und Vater). Er erhielt ab 1955 Klavierunterricht und ab 1957 Posaunenunterricht. Kautzky studierte an der Musikakademie Wien Posaune bei Hans Bauer und Bahner, Klavier bei Willibald Hübner. Später folgte ein Kompositionsstudium bei Otto Siegl. Von 1967 bis 2011 war er Soloposaunist bei den Niederösterreichischen Tonkünstlern.
Kautzky gab über 100 Konzerte im Zyklus Music Antiqua mit dem Clemencic Consort im Brahmssaal des Musikvereins. Er hatte Fernsehauftritte mit Fatty George und spielte mit den Niederösterreichischen Tonkünstlern mit Joe Zawinul.
Die Konzerte mit dem Clemencic Consort führten ihn unter anderem in die Mailänder Scala, den Markusdom in Venedig, auf das Luca Festival, nach Saint Germain, Paris, die Oper in Sidney, das Brüsseler Rathaus, zum Flandern Festival in St. Hubert und zum Carinthischen Sommer in Ossiach (1980). Er gab Konzerte in Arles, in Avignon, in London (Kabbala) und in der Oper in Rom (Inszenierung Andre Heller). Auf einer Amerika-Tournee mit Toni Maier trat er unter anderem zweimal in Chicago auf.
Kautzky komponierte mehrere hundert Musikstücke und schrieb mehr als tausend Arrangements.

## Ehrungen
- 2016: Silberne Ehrennadel der Stadtgemeinde Gmünd[3]

## Werke (Auswahl)
- Happy in Vienna
- Bärnbacher Posaunenländler
- Prager Musikantengruß
- Disco Flipp (1980)

- Orchesterbearbeitung von Kompositionen für die spanische Hofreitschule[4]

## Diskografie (Auswahl)
Verschiedene
- Music antiqua Wien – Le jardin musical (aufgen.: Supraphon Prag 5.–8. Mai 1975)
- Tonkünstler Blasmusik (CD 1996)
- ORF Big Band – Karel Krautgartner – über 90 Titel aufgenommen (darunter: Autofahrer unterwegs Signation)

Karl Kautzky und seine Band
- Sissy Löwinger – Peter Rapp – A lustige Familie
- Sepp Trumer – Gerda Klimek – Lachen wieder erlaubt

Schallplattenaufnahmen mit dem Clemencic Consort
- Jean-Baptiste Lully (Harmonia Mundi)
- Guillaume Dufay – Missa sine nomine (Harmonia Mundi)
- Johannes Ciconia – Madrigales & Balladen (Harmonia Mundi)
- Gilles Binchois – Chansons, Missa Ferialis, Magnificat (Harmonia Mundi)
- Dances Ancieres de Hongrie (1978) (Harmonia Mundi)
- Dictionaire des dannses de la Renaissance (Harmonia Mundi)

Petersdorfer Musikanten
- So klingts in Petersdorf
- Löschbereitschaft (1983)
- Es war einmal

Wolfgang Lindner Band
- Instrumental (1978)
- Whisky for the Band (1980)
- Weihnachten
- Ballade pour Adeline (1978)

## Aufnahmen zu Fernsehsendungen
- Peter Alexander Show mit dem Tonkünstler-Orchester Niederösterreich
- Wünsch dir was Fernsehsendung mit Orchester Karel Krautgartner (Stargäste Caterina Valente, – Karel Gott)
- Tritsch Tratsch Fernsehsendung mit der Wolfgang Lindner Band (Stargast – Rudi Carrell)